# Raffi
Raffi Cavoukian eller bara Raffi, född 8 juli 1948 i Kairo, är en kanadensisk musiker med armeniskt påbrå. I hemlandet är han en populär barnunderhållare. Hans största hit är "Bananaphone" från 1994.